# Thược dược Trung Quốc
Thược dược Trung Quốc hay bạch thược, mẫu đơn (danh pháp hai phần: Paeonia lactiflora) là một loài thực vật trong họ Paeoniaceae. Loài này được tìm thấy ở Trung Quốc. Đây là cây hoa trồng trong vườn phổ biến, là cây thân thảo sống lâu năm, có nguồn gốc từ Trung và Đông Á từ miền Đông Tây Tạng trên khắp miền bắc Trung Quốc với miền Đông Siberia. Nó cao khoảng 60–100 cm với lá kép dài 20–40 cm. Nụ hoa lớn và tròn, mở thành hình bông hoa lớn có đường kính 8–16 cm, 5-10 với cánh hoa màu trắng, màu hồng hoặc đỏ thẫm và nhị hoa màu vàng.
Loài cây này đã được du nhập lần đầu tiên đến Anh vào giữa thế kỷ 18. Ở Trung Quốc, trong vai trò cây cảnh nó được đánh giá thấp hơn so với mẫu đơn rocki (Paeonia rockii) và Paeonia suffruticosa và cây lai của loài.
Trong Đông Y, nó được sử dụng như một loại dược thảo với tên gọi là 芍药 (thược dược) hoặc 白芍药 (bạch thược dược). Rễ cây được sử dụng để làm giảm sốt và đau, và trên vết thương để cầm máu và ngăn ngừa nhiễm trùng. Một tác dụng chống co thắt cũng được ghi trong dược điển của Nhật Bản.

## Hình ảnh

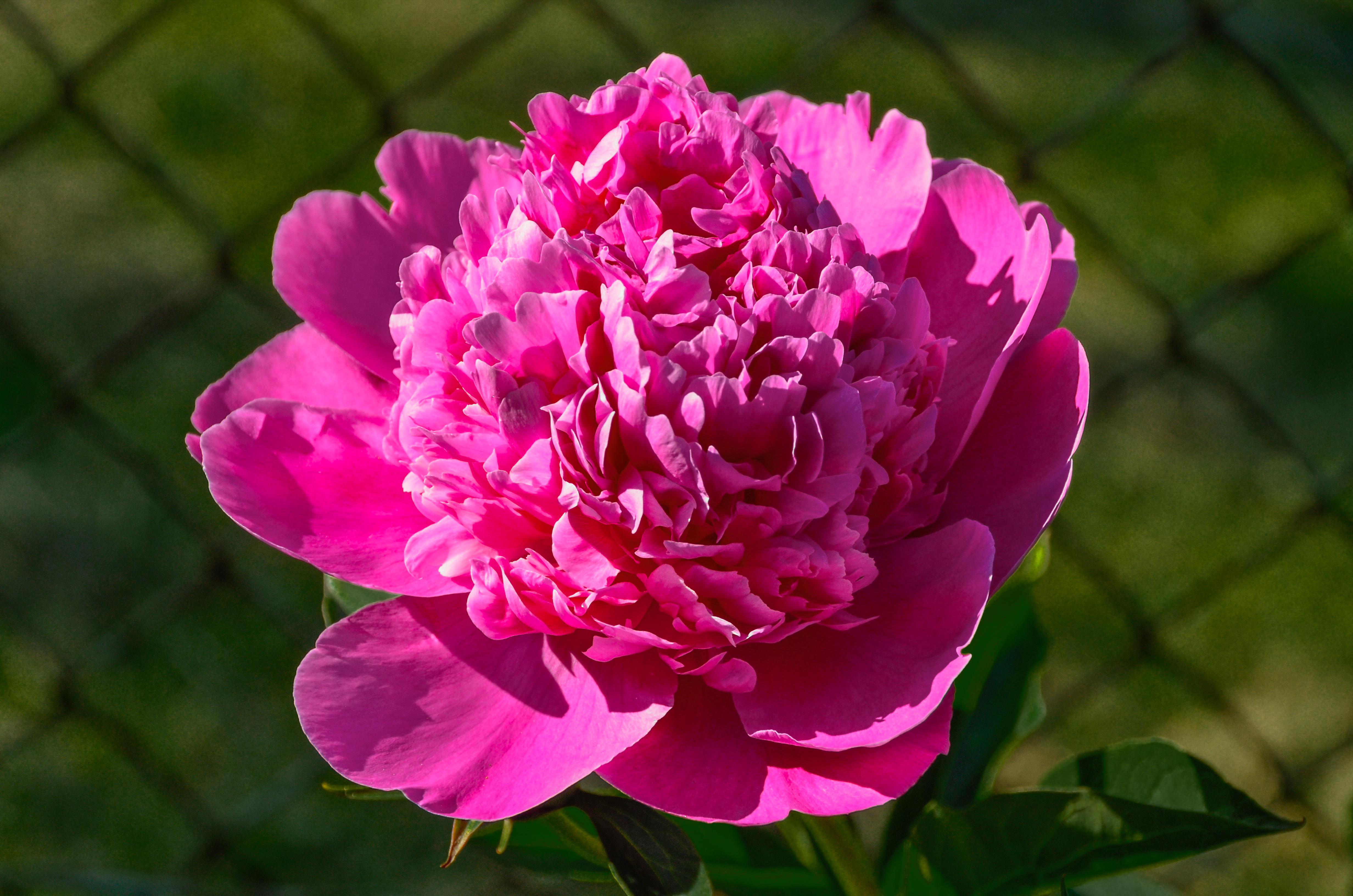
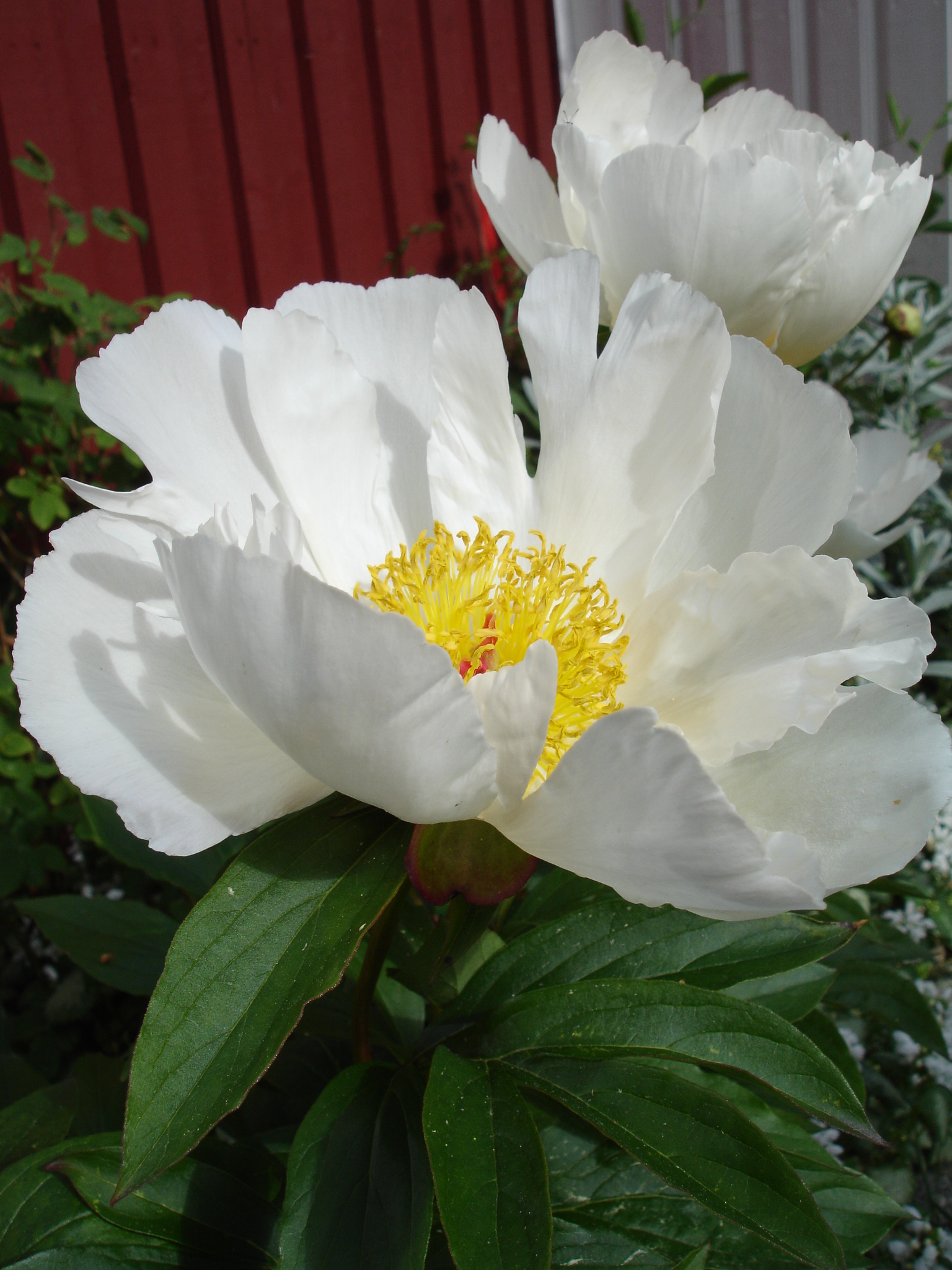
Paeonia lactiflora 'White Wings' hoa đơn.
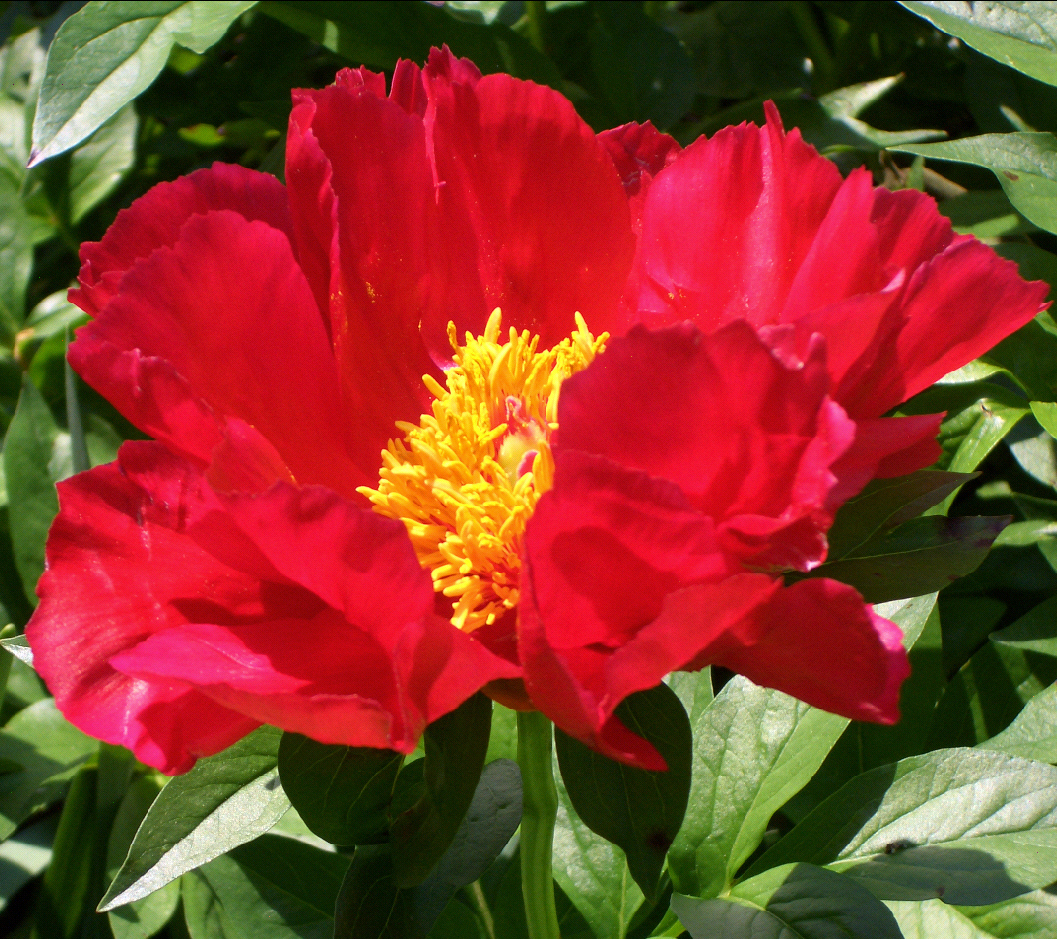
Paeonia lactiflora 'Blaze'
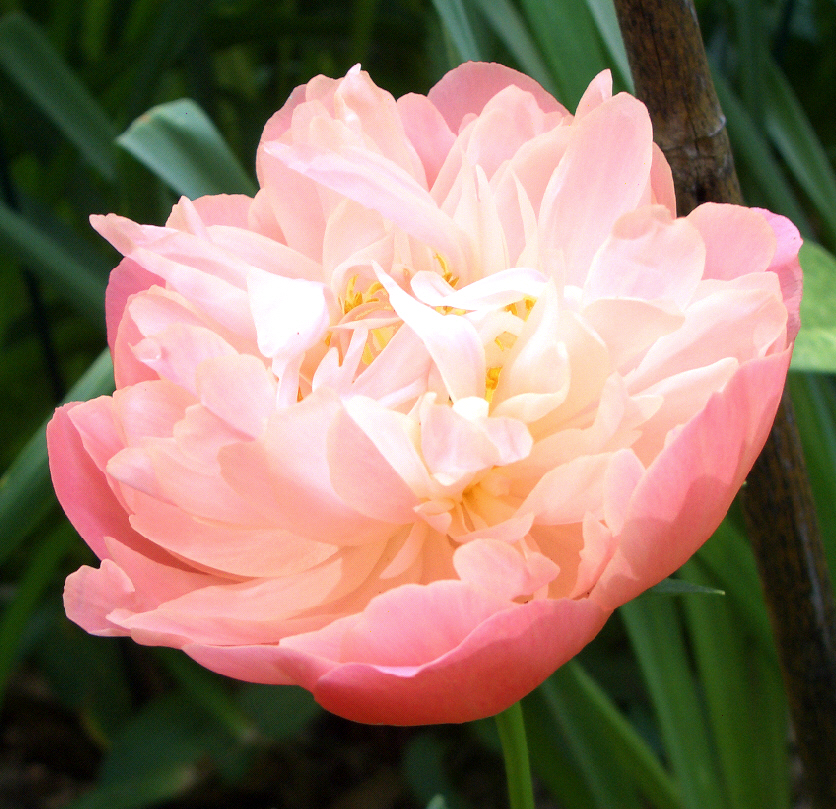
Paeonia lactiflora 'hoa đúp.
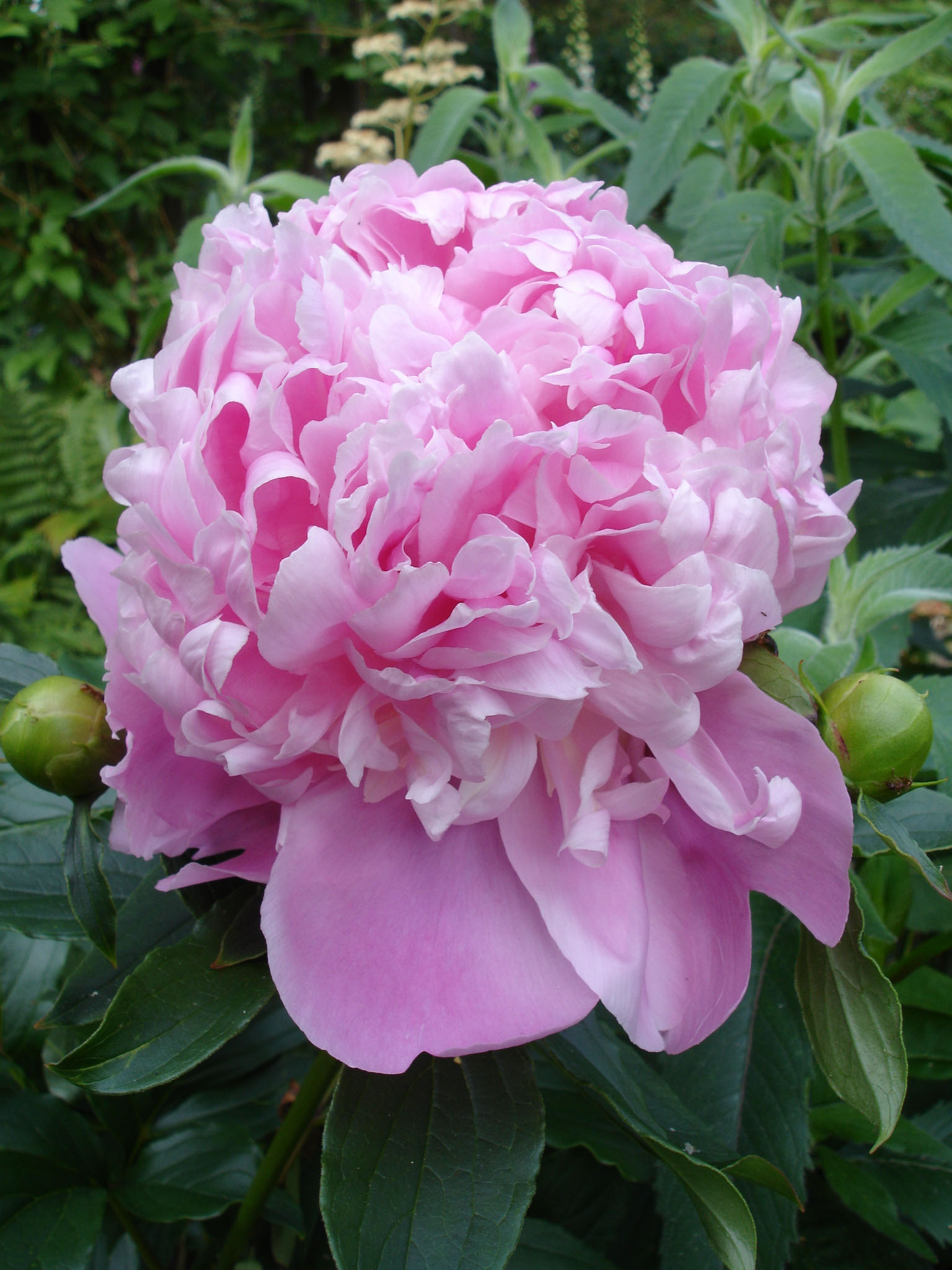
Paeonia lactiflora 'Mons. Jules Elie'
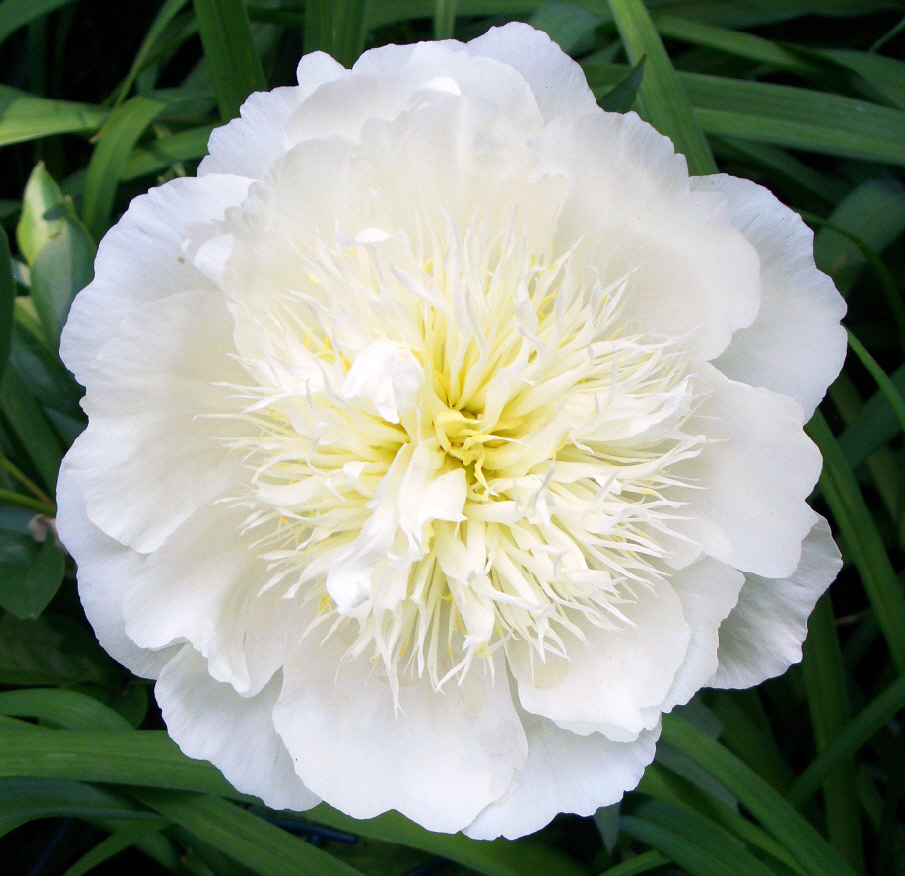
Paeonia lactiflora hoa Nhật Bản.
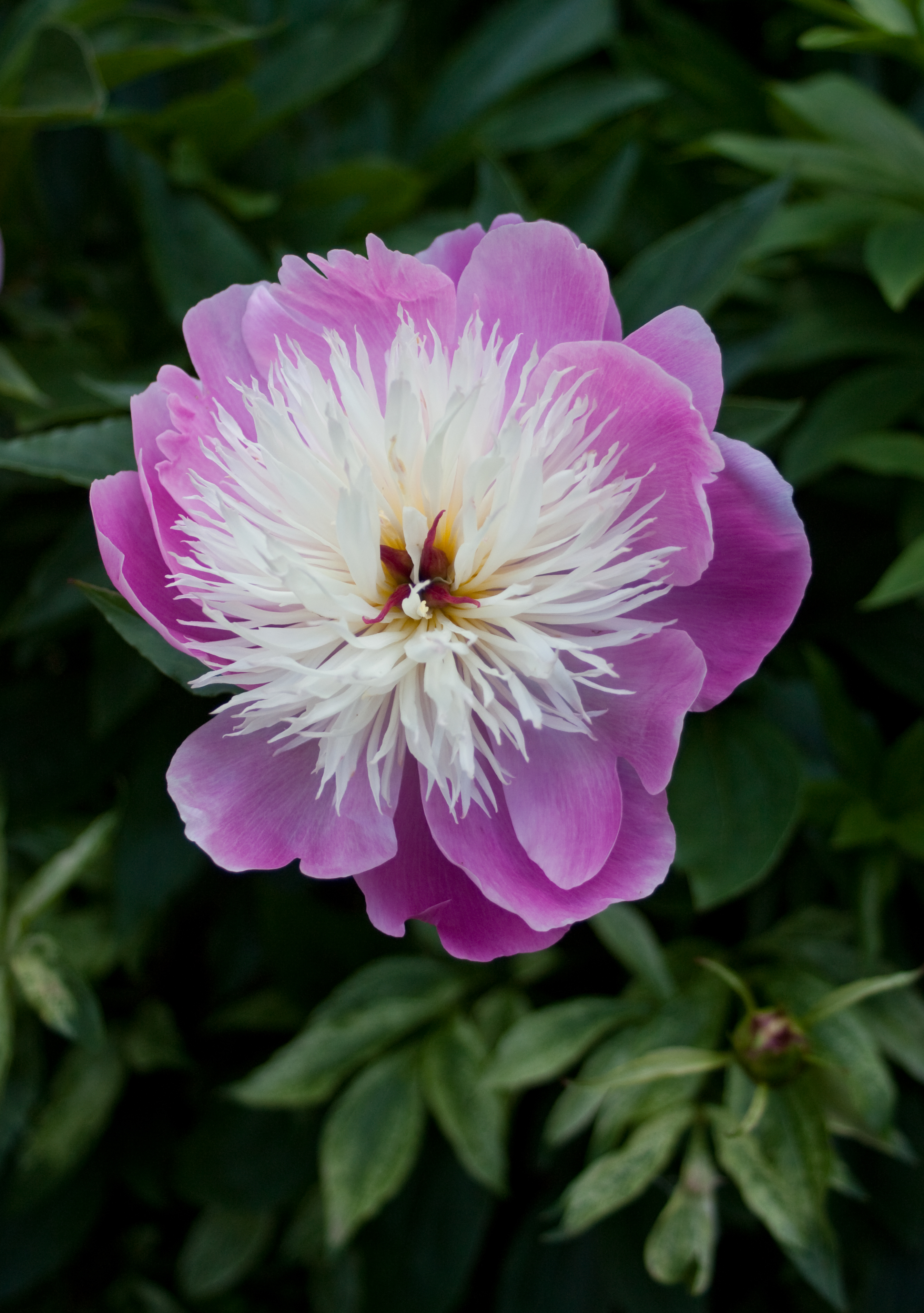
Paeonia lactiflora 'Bowl of Beauty'
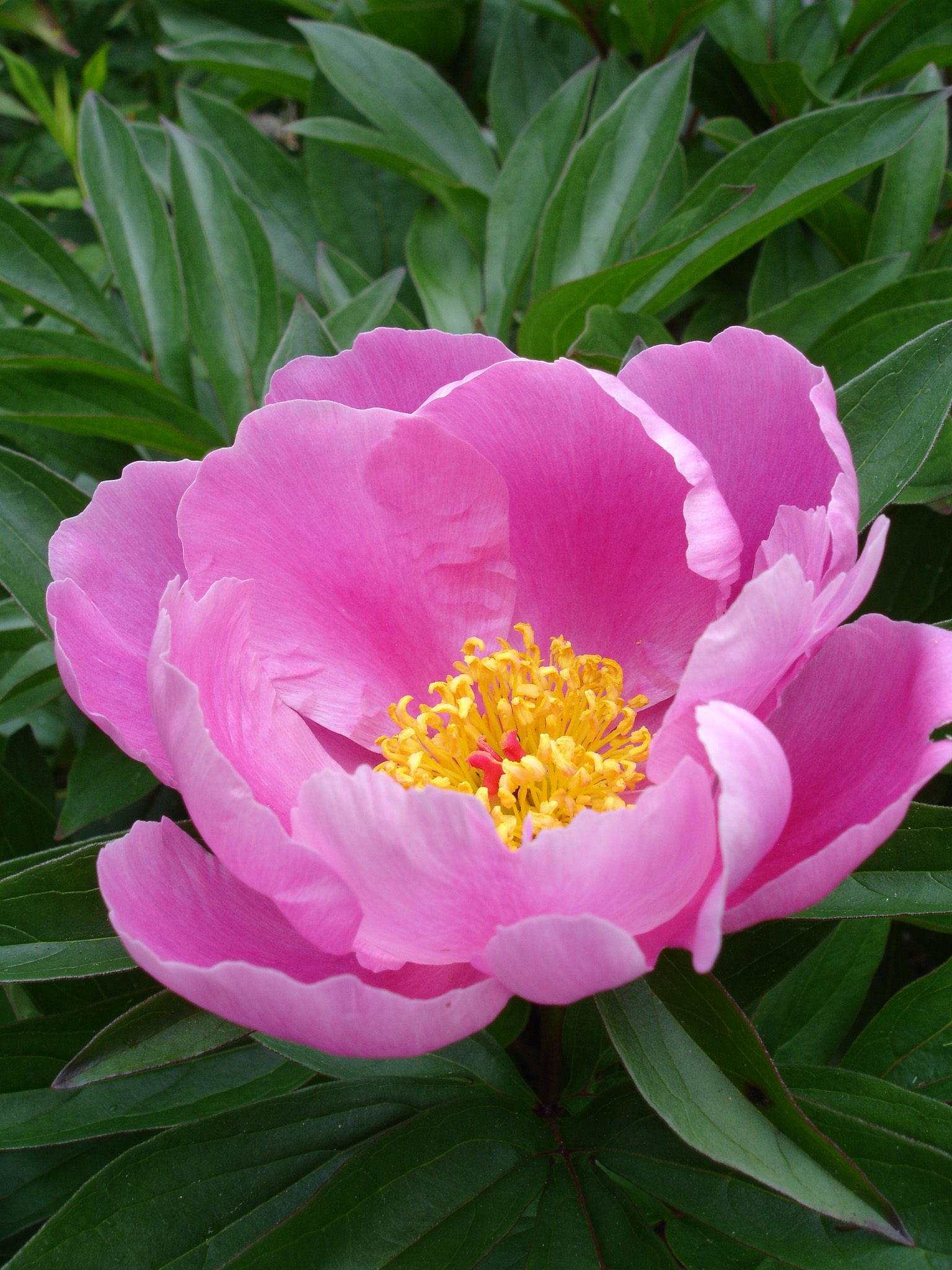
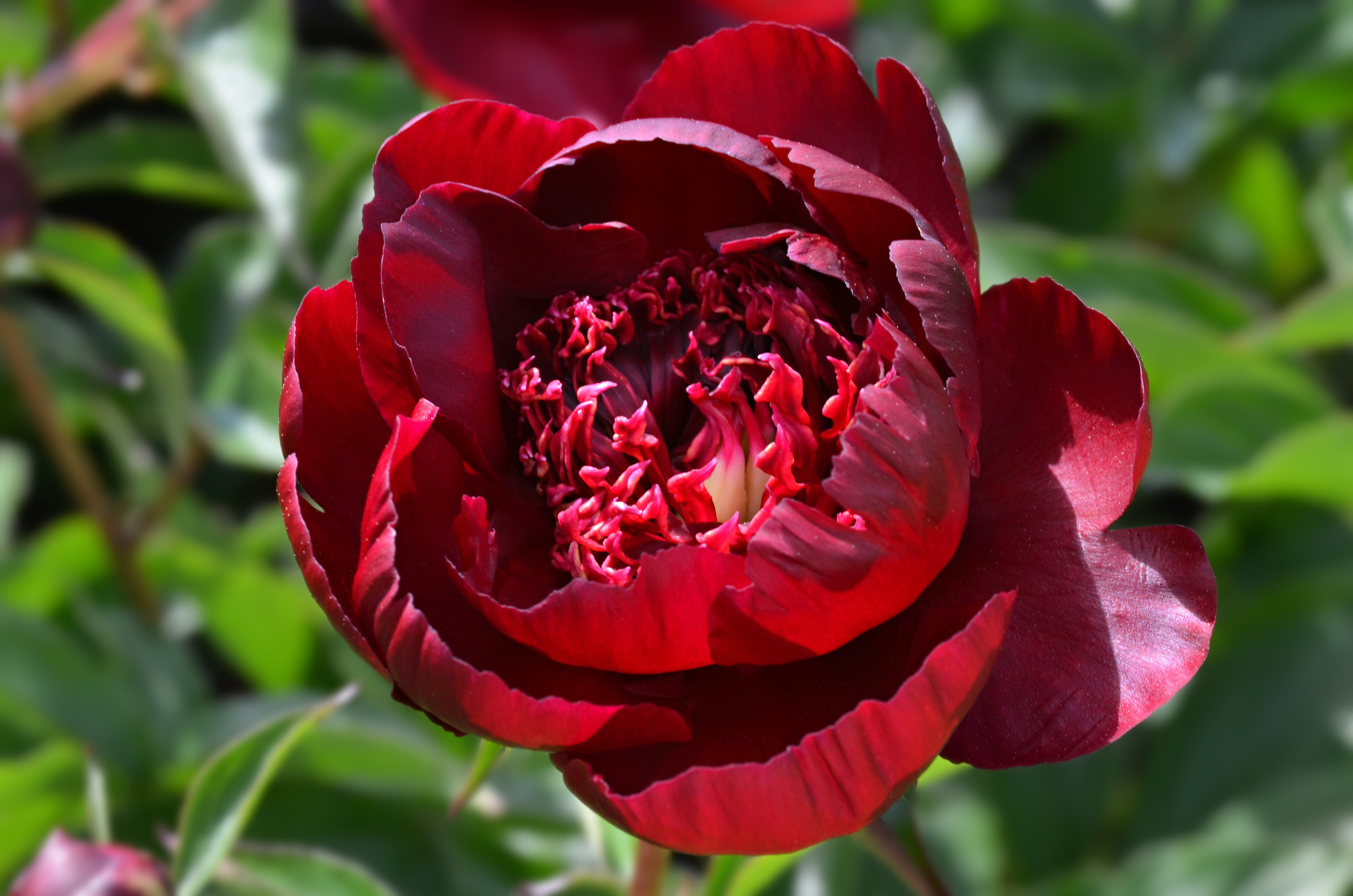